# Antiblemma vacca
Antiblemma vacca là một loài bướm đêm trong họ Erebidae.